# Valentina Kulàguina
Valentina Nikíforovna Kulàguina-Klutsis (rus: Валентина Никифоровна Кулагина-Клуцис; Moscou, 1902 – 1987), més coneguda com a Valentina Kulàguina, va ser una pintora russa i dissenyadora de llibres, cartells i exposicions. Va ser una figura central de l'avantguarda constructivista a principis del segle XX al costat d'El Lissitzky, Alexander Ródtxenko i el seu marit Gustav Klutsis. És coneguda per la propaganda revolucionària soviètica que va produir en col·laboració amb Klutsis.

## Biografia
Kulàguina va deixar l'State Free Art Studios i va entrar a l'escola d'art i tecnologia estatal Vkhutemas el 1920 a instàncies del professor Gustav Klutsis. El 2 de febrer de 1921, la parella es va casar i van viure junts a la mateixa l'escola. Els seus primers fotomuntatges i tipografia constructivista van ser exposats el 1925 i destacaren per la força i potència de les imatges.
El 1928, Kulàguina es va unir al grup d'artistes Octubre, del qual el seu marit ja era membre, exhibint el seu treball en l'exposició col·lectiva de 1930 a Moscou. El mateix any, va dissenyar un cartell de gran format exhibit en espais públics per al Dia Internacional de la Dona Treballadora, emprant tècniques d'avantguarda combinades amb tipografia, litografia i fotomuntatge. A partir de 1932, Kulàguina va veure com les seves obres eren sovint rebutjades pel Comitè Central del Partit Comunista.
El seu treball com a dissenyadora va començar abans de graduar-se a l'escola, amb el Pavelló Soviètic a l'Internationale Presse-Ausstellung de Colònia de 1928. Més tard, va treballar per a l'IZOGIZ («Agència Estatal de Publicació d'Art»), la VOKS («Societat Sindical de Relacions Culturals amb l'Estranger») i la VSKhV («Exposició Agrícola Sindical»). El conjunt de la seva obra està dedicat a la mobilització i conscienciació de masses en favor de la defensa de temàtiques contemporànies com la igualtat de gènere i la reivindicació activa de l'accés de la dona als nous mitjans de producció.
El treball de Klutsis i Kulagina era complementari, i el seu estil de fotomuntatge, combinat amb el treball gràfic, els va convertir en productors oficials de cartells revolucionaris del Partit Comunista de la Unió Soviètica. El 17 de gener de 1938, Klutsis va ser arrestat quan es preparava per marxar a l'Exposició Universal de Nova York, morint d'un atac de cor mentre estava empresonat. El 1989 es va saber que havia estat executat per ordre de Ióssif Stalin, poc després de la seva detenció.

## Obra artística

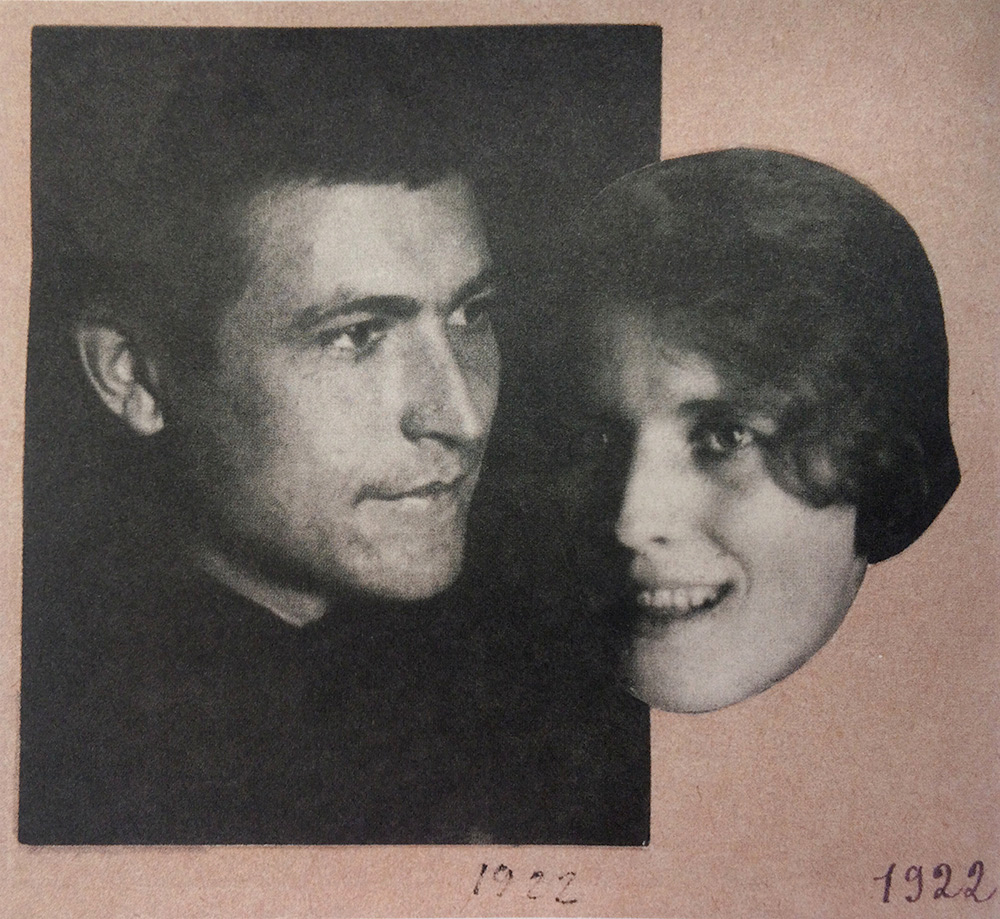
Klutsis i Kulàguina el 1922

En els primers temps de la Unió Soviètica, la política va tenir una potent influència en la comunitat artística, i l'art i el disseny produïts durant aquest primer període són coneguts pel seu compromís revolucionari i el seu utopisme. Amb aquesta temàtica, l'obra de Kulàguina combinava el dibuix i el simbolisme gràfic amb tècniques de fotomuntatge (del qual havia estat pionera amb el seu marit).
Tot i que Klutsis i Kulàguina són coneguts per les obres realitzades per al govern, també van crear obres personals d'art i fotografia, utilitzant estils com la superposició d'imatges i figures i el fotomuntatge, sovint en autoretrats, il·luminant un estil visual inèdit.